# 더 스웜
더 스웜(LA NUEE, The Swarm)은 프랑스에서 제작된 저스트 필리포트 감독의 2020년 드라마, 판타지, 공포 영화이다. 설리안 브라힘 등이 주연으로 출연하였다.
이 영화는 COVID-19 팬더믹으로 인해 취소된 2020년 칸 영화제에서 국제평론가의 주(International Critics' Week)에 선정되었다.

## 출연

### 주연
- 설리안 브라힘
- 소피앙 캄